# Springhill (Louisiana)
Springhill ist eine Stadt im Webster Parish im US-amerikanischen Bundesstaat Louisiana. Das U.S. Census Bureau hat bei der Volkszählung 2020 eine Einwohnerzahl von 4801 ermittelt.
Springhill ist Teil der sozioökonomischen Region Ark-La-Tex, die Teile der vier Bundesstaaten Arkansas, Louisiana, Oklahoma und Texas umfasst.

## Geographie
Springhill liegt im Nordwesten des Bundesstaates Louisiana im Süden der Vereinigten Staaten, direkt an der nördlichen Grenze zu Arkansas sowie etwa 55 Kilometer von der westlichen Grenze zu Texas entfernt. Im Südwesten grenzen der Lake Murray sowie der Williams Lake mit dem angrenzenden Paper Mill Pond an die Stadt. Fünf Kilometer nordwestlich der Stadt liegt der Lake Erling in Arkansas.
Nahegelegene Städte sind unter anderem Sarepta (8 km südlich), Taylor (9 km nördlich), Shongaloo (17 km südöstlich), Bradley (18 km nordwestlich) und Plain Dealing (23 km südwestlich). Die nächste größere Stadt ist mit etwa 200.000 Einwohnern das 55 Kilometer südwestlich gelegene Shreveport.

## Geschichte
Eine erste permanente Besiedlung des Gebietes um das heutige Shonagloo wurde etwa 1818 südlich des Parish Seat in Minden verzeichnet. 1894 war das heutige Stadtgebiet als Barefoot bekannt. Eingemeindet wurde sie 1902.

## Wirtschaft
Wie in allen Orten der Region war auch Springhills Wirtschaft anfangs von der Bauholzindustrie geprägt. Dies begann 1896, als die Pine Woods Lumber Company hier ein Werk errichtete. Das Stadtwachstum profitierte von dieser Ansiedlung enorm. Nach der Weltwirtschaftskrise wanderte das Unternehmen ab, die Bevölkerungszahl sank stark. Die ehemaligen Einrichtungen des Unternehmens wechselten in den Folgejahren mehrfach den Besitzer. 1937 eröffnete die International Paper Company ein Papierwerk, das den Holzabbau stärkte und die regionale Wirtschaft erneut wachsen ließ. Die folgende Errichtung einer Farm zur Holzproduktion machte Springhill zum Bauholzzentrum des nördlichen Louisiana. 1979 wurde das Papierwerk jedoch geschlossen; zusammen mit der Krise der Ölindustrie wirkte sich dies auch negativ auf die Wirtschaft aus. Bis 2007 wurde die Farm zudem an den Konkurrenten Georgia-Pacific verkauft.
Heutzutage besteht nur noch das Sägewerk der Tucker Lumber Company.

## Verkehr

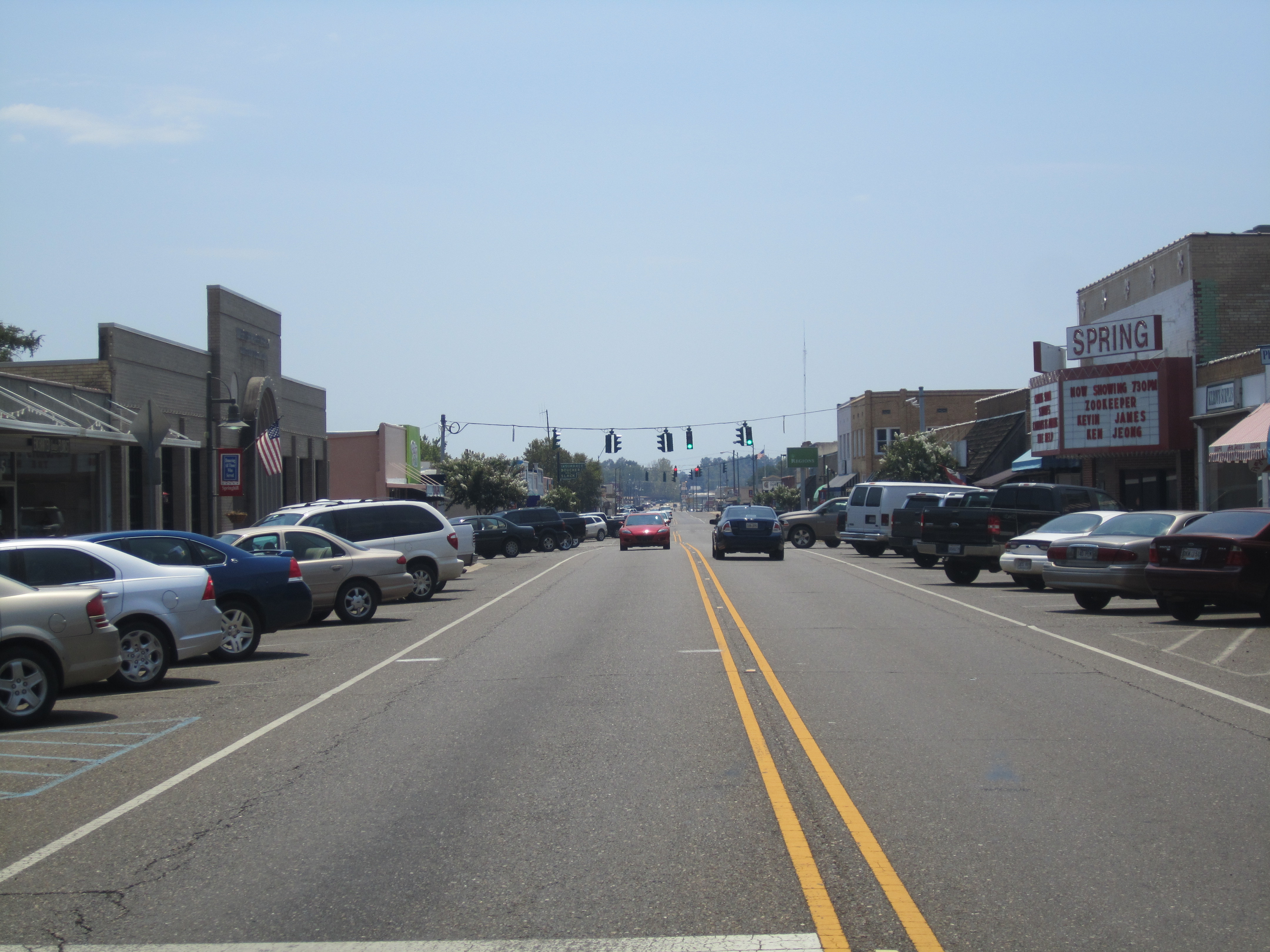
Der Louisiana Highway 157 in der Downtown Springhills

In nord-südlicher Ausrichtung verläuft der U.S. Highway 371 durch die Stadt. Er führt im Norden durch Magnolia und Prescott bis östlich von De Queen und geht im Süden im Interstate 49 auf. Er wird in der Stadtmitte vom Louisiana Highway 157 gekreuzt, der beim U.S. Highway 71 südlich von Shreveport beginnt und nördlich von Shongaloo in einer Kreuzung aufgeht.
Etwa 40 Kilometer westlich der Stadt verlaufen auf gemeinsamer Trasse der Interstate 49 und der U.S. Highway 71, etwa 45 Kilometer südlich der Stadt verläuft der Interstate 20, der auf 2470 Kilometern durch sechs Bundesstaaten führt.
Springhill verfügt über einen kleinen Flughafen und ist auch über den Shreveport Regional Airport an den regionalen Flugverkehr angebunden.

## Demographie
Die Volkszählung 2000 ergab eine Einwohnerzahl von 5439 Menschen, verteilt auf 2258 Haushalte und 1485 Familien. Die Bevölkerungsdichte betrug 337 Menschen pro Quadratkilometer. 73,5 % der Bevölkerung waren Weiße, 25,1 % Schwarze, 0,8 % Hispanics oder Lateinamerikaner, 0,2 % Asiaten, 0,2 % Indianer und unter 0,1 % Pazifische Insulaner. 0,3 % entstammten einer anderen Ethnizität, 0,7 % hatten zwei oder mehr Ethnizitäten. Auf 100 Frauen kamen 85 Männer. Das Durchschnittsalter lag bei 40 Jahren, das Pro-Kopf-Einkommen betrug über 17.500 US-Dollar, womit etwa 20 % der Bevölkerung unterhalb der Armutsgrenze lebten.
Bis zur Volkszählung 2010 sank die Einwohnerzahl auf 5269 Bewohner.

## Persönlichkeiten
- Trace Adkins (* 1962), ein Country-Sänger, wurde in Springhill geboren.
- John David Crow (1935–2015) war ein Football-Spieler und wurde viermal in den Pro Bowl berufen. Er besuchte die Springhill High School.